# Quảng trường Kim Liên Hoa

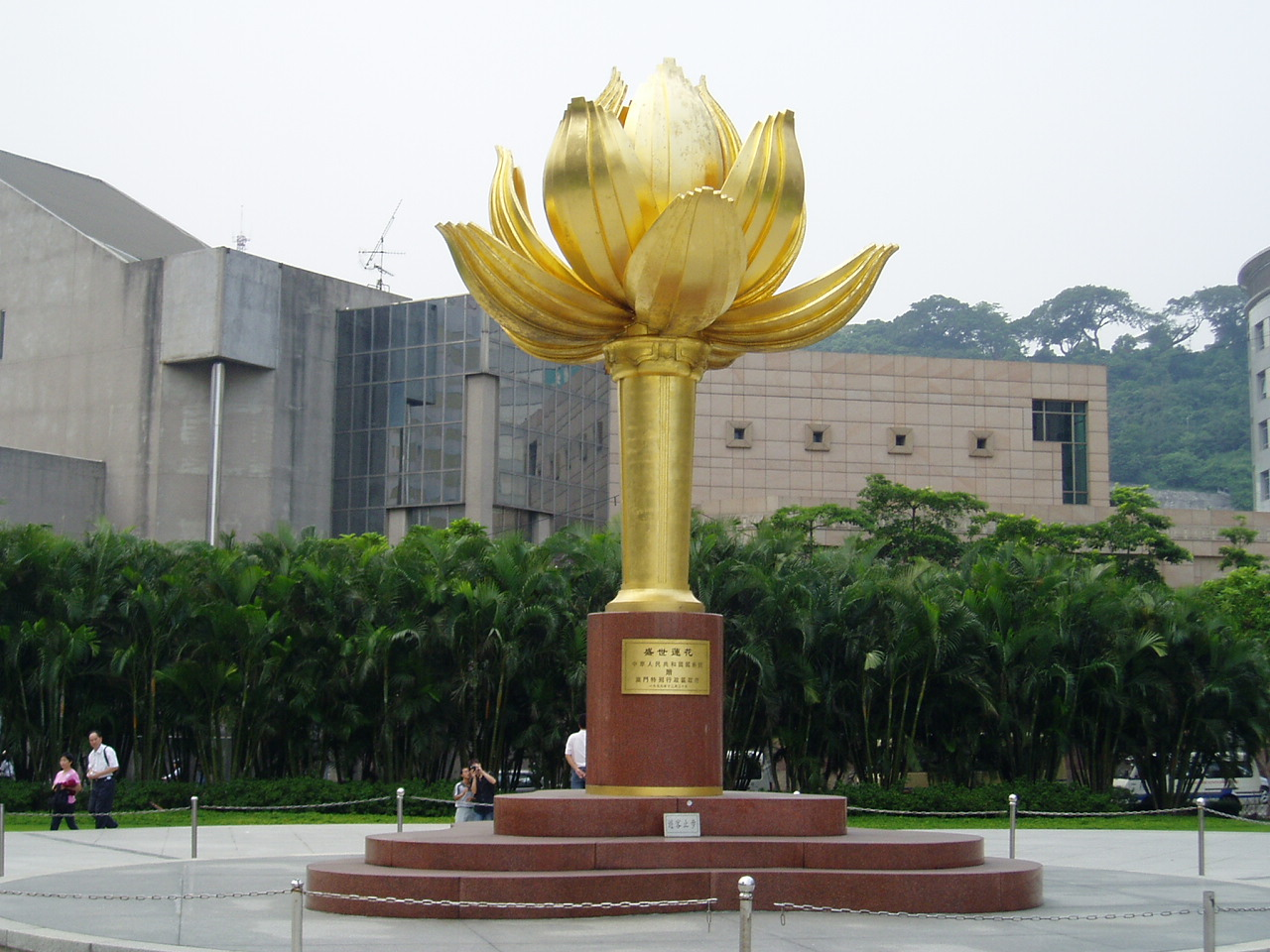
Tượng điêu khắc Hoa sen thời đại hưng thịnh ở quảng trường Kim Liên Hoa, Áo Môn, Trung Quốc.

Quảng trường Kim Liên Hoa (chữ Anh : Lotus Square hoặc Golden Lotus Square, chữ Bồ Đào Nha : Praça Flor de Lodão hoặc Praça Flor de Lótus) ở vào khoảng giữa Phố Luís Gonzaga Gomes (高美士街), Đại lộ Marciano Baptista (畢仕達大馬路) và Đại lộ Amizade (友誼大馬路) đều thuộc Vùng biển san lấp cửa cảng mới của Áo Môn, Trung Quốc. Quảng trường Kim Liên Hoa thiết lập là vì chúc tụng Áo Môn trả về Trung Quốc năm 1999, đã trở thành một trong những dấu hiệu chỉ đường và điểm thưởng ngoạn du lịch nổi tiếng của Ma Cao. Bộ phận chủ thể "Hoa sen thời đại hưng thịnh" do thân hoa, cánh hoa và nhuỵ hoa hợp thành, cả thảy có 16 dạng thức của vật thể được chế tạo ra, lựa dùng đồng thanh để đúc tạo, mặt ngoài trát vàng, nặng 6,5 tấn ; bộ phận từ cái đế cho tới cái nền do 23 hòn đá hoa cương màu đỏ chồng chất lên nhau mà hợp thành.

## Hoa sen thời đại hưng thịnh

### Chuyển tặng
Ngày 20 tháng 12 năm 1999, nước Cộng hoà Nhân dân Trung Hoa thu phục chủ quyền sử dụng thật thi với Áo Môn, đồng thời thành lập Khu hành chính đặc biệt Áo Môn ; Chính phủ Nhân dân Trung ương nước Cộng hoà Nhân dân Trung Hoa đã trao chuyển một pho tượng điêu khắc tên là "Hoa sen thời đại hưng thịnh" cho Chính phủ Đặc khu Áo Môn, phẩm vật đó tách ra lần lượt là lớn và nhỏ, ngụ ý Áo Môn tiếp tục phồn vinh hưng thịnh. Điều này cùng một hình thức với tượng điêu khắc đặt yên ở quảng trường Kim Tử Kinh ngụ ý "Hoa dương tử kinh vĩnh viễn nở rộ" do Chính phủ Nhân dân Trung ương Trung Quốc trao chuyển cho Chính phủ Đặc khu Hương Cảng nhân dịp Hương Cảng trả về Trung Quốc vào ngày 01 tháng 07 năm 1997. Tượng điêu khắc Hoa sen thời đại hưng thịnh do nhân viên công trình đặt yên ở trên quảng trường Kim Liên Hoa vào ngày 17 tháng 12 năm 1999 ; buổi trưa ngày 20 tháng 12 năm 1999 nghi thức kéo màn khánh thành do Phó Thủ tướng Quốc vụ viện nước Cộng hoà Nhân dân Trung Hoa ông Tiền Kì Sâm lúc đó đảm nhiệm chức vụ chủ quản sự vụ Áo Môn chủ trì.

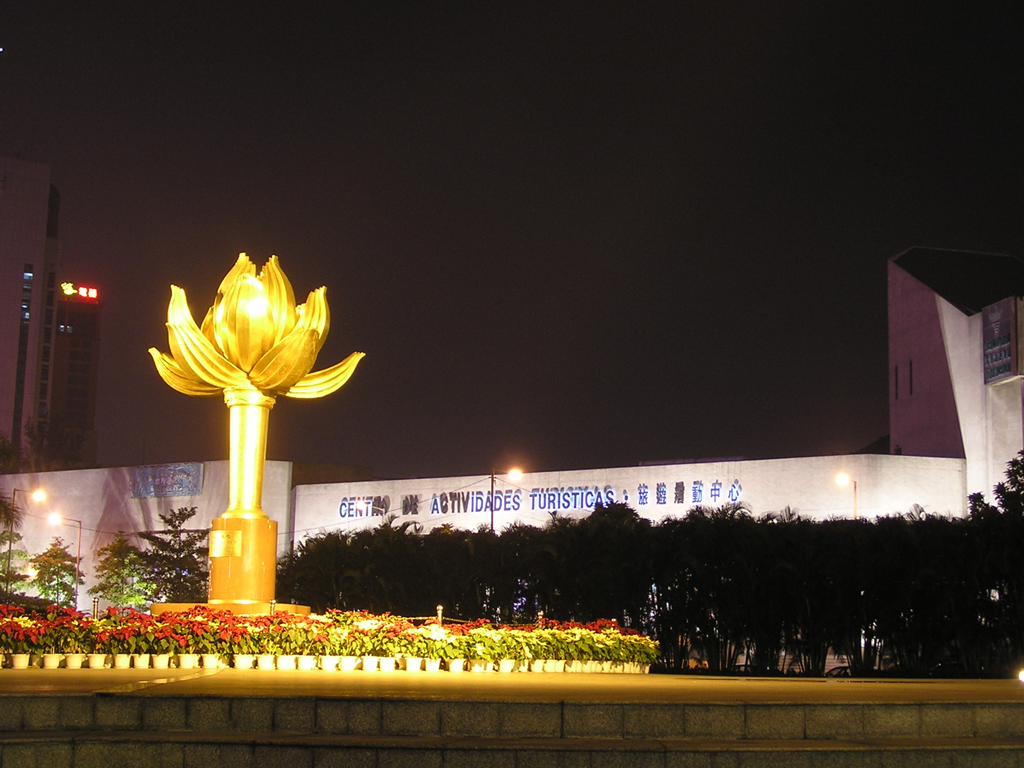
Tượng điêu khắc Hoa sen thời đại hưng thịnh dùng làm trang điểm vào các ngày lễ quan trọng.

### Đặc sắc công trình kiến trúc
Tượng điêu khắc hình trạng to lớn này sắp đặt chỗ ở quảng trường Kim Liên Hoa nặng 6,5 tấn, cao 06 mét, đường kính lớn nhất của phần thân hoa 3,6 mét nên kích thước này giống nhau với tượng điêu khắc "Hoa dương tử kinh vĩnh viễn nở rộ", ngụ ý Chính phủ Nhân dân Trung ương Trung Quốc thì không phân biệt tiêu chuẩn lớn và nhỏ với tượng điêu khắc của Hương Cảng và Áo Môn ; tượng điêu khắc hình trạng nhỏ thấp đường kính 01 mét, cao 0,9 mét (chữ số 9 của độ cao 0,9 mét là ngụ ý năm 1999 và cao hơn 0,2 mét so với tượng điêu khắc Hoa dương tử kinh vĩnh viễn nở rộ hình trạng nhỏ thấp), được triển lãm ở Nhà trưng bày quà tặng chúc mừng Áo Môn trả về Trung Quốc.
Bộ phận chủ thể do thân hoa, cánh hoa và nhuỵ hoa hợp thành, đúc tạo bằng đồng thanh, mặt ngoài dán vàng để trang điểm, tương tự bộ phận từ cái đế đến cái nền thì do 23 hòn đá hoa cương màu đỏ chồng chất lên nhau mà hợp thành, ngụ ý 01 bán đảo và 03 đảo cồn của Áo Môn (bán đảo Áo Môn và 3 đảo cồn Đãng Tể, Lộ Hoàn, Lộ Đãng Thành). Hoa sen là loài hoa cấp đặc khu của Khu hành chính đặc biệt Áo Môn, các hình ảnh như hoa sen nở rộ, dáng đứng như ngọc, từ từ vọt lên, tượng trưng Áo Môn vĩnh viễn phồn vinh hưng thịnh. Tất cả thiết kế tượng trưng Áo Môn toạ lạc ở bên trong lãnh thổ Trung Quốc, Áo Môn là một bộ phận của nước Cộng hoà Nhân dân Trung Hoa. Mặt phải của tượng điêu khắc có một cái biển nhỏ, cái biển xưng tên là "Hoa sen thời đại hưng thịnh", và chữ viết trên cái biển viết theo dòng : "Quốc vụ viện nước Cộng hoà Nhân dân Trung Hoa đưa tặng Chính phủ Khu hành chính đặc biệt Áo Môn" cùng với thời gian tặng chuyển, tức là "ngày 20 tháng 12 năm 1999".

### Trang điểm ngày lễ
Mỗi lúc làm ngày lễ quy mô to lớn, thí dụ Năm mới Trung Quốc, Quốc khánh nước Cộng hoà Nhân dân Trung Hoa, Kỉ niệm Áo Môn trả về Trung Quốc, v.v, Chính phủ Đặc khu Áo Môn sẽ sửa sang trang điểm rực rỡ cái quảng trường xinh đẹp này. Ở trong ngày đặc biệt, nhân dân Áo Môn sẽ cử hành nghi thức kéo cờ ở quảng trường Kim Liên Hoa. Cuộc hội hợp qua lại nhân dịp Thế vận hội Olympic mùa hè Bắc Kinh, Trung Quốc năm 2008, lễ rước đuốc Thế vận hội Olympic cũng đã từng lan đến quảng trường nổi tiếng này, mang theo mình lời chúc nguyện tốt đẹp cho nhân dân cả nước Trung Quốc, rót vào cơ năng sinh hoạt mới để cho phát triển kinh tế của Áo Môn.

### Duy tu
Tượng điêu khắc Hoa sen thời đại hưng thịnh tiến hành duy tu công trình vào cuối tháng 11 năm 2007 đến đầu tháng 12 cùng năm, nhân viên công trình đem tượng điêu khắc vây chung quanh bằng tấm ván, v.v rồi tiến hành duy tu công trình.

## Nghi thức kéo cờ
Quảng trường Kim Liên Hoa ngay từ lúc đầu không có sắp đặt cán cờ và nghi thức kéo cờ. Cho đến năm 2000, Chính phủ Đặc khu Áo Môn vì chúc mừng tròn 51 năm nước Cộng hoà Nhân dân Trung Hoa thành lập nên tham khảo đường lối cử hành nghi thức kéo cờ của quảng trường Kim Tử Kinh ở Hương Cảng, vào tháng 09 cùng năm sắp đặt chỗ ở hai cán cờ ở trên quảng trường. Quảng trường Kim Liên Hoa lần đầu tiên cử hành nghi thức kéo cờ vào ngày 01 tháng 10 năm 2000, từ đó làm thành hoạt động chúc mừng quán tính chính thức vào ngày Quốc khánh nước Cộng hoà Nhân dân Trung Hoa và ngày Kỉ niệm Áo Môn trả về Trung Quốc (ngày 20 tháng 12).
Nghi thức kéo cờ ở quảng trường Kim Liên Hoa cử hành vào lúc 08 giờ đồng hồ buổi sáng mỗi ngày, đúng 06 giờ đồng hồ buổi tối thì tiến hành nghi thức hạ cờ. Nghi thức kéo cờ do 06 tên cảnh sát đặc chủng mặc đồng phục chấp hành. Lúc tiến hành nghi thức kéo cờ, quảng trường tức thì truyền thanh Quốc ca nước Cộng hoà Nhân dân Trung Hoa, nhưng mà lúc tiến hành nghi thức hạ cờ thì không truyền thanh.
Vào ngày Quốc khánh nước Cộng hoà Nhân dân Trung Hoa và ngày Kỉ niệm Áo Môn trả về Trung Quốc, các đoàn thể ra tham dự nghi thức kéo cờ như quan viên chủ yếu của toàn thể Chính phủ Đặc khu Áo Môn, Chủ tịch Hội đồng Lập pháp, người phụ trách của Cơ cấu Chính phủ Nhân dân Trung ương lưu trú tại Áo Môn, tư lệnh viên của Đơn vị đồn trú Quân Giải phóng Nhân dân Trung Quốc tại Áo Môn tụ họp hướng về quảng trường Kim Liên Hoa trước khi kéo cờ. Đúng 08 giờ đồng hồ buổi sáng, cảnh sát đặc chủng và bộ đội trị an mặc đồng phục trông coi về lễ nghi đến xếp hàng trước cán cờ, bao gồm 10 tên cảnh sát đặc chủng, 4 tay kéo cờ và đội nhạc huy chương bạc Cục Cảnh sát trị an phụ trách tiến hành nghi thức kéo cờ. Sau khi nghi thức kéo cờ hoàn thành xong, sẽ thao diễn bước đi nhằm gửi ý kính mừng đến trước mặt chủ lễ và khách mời ; ví như ngày đó là ngày Quốc khánh nước Cộng hoà Nhân dân Trung Hoa, bởi vì Trưởng quan hành chính Khu hành chính đặc biệt Áo Môn chủ trì nghi thức bắt đầu chạy bộ nhân ngày Chạy bộ Quốc tế, cho nên nghi thức gửi ý kính mừng sẽ trừ bỏ. Mặt khác, người lãnh đạo Nhà nước nước Cộng hoà Nhân dân Trung Hoa không ra tham dự nghi thức kéo cờ trong khoảng thời gian thăm hỏi Áo Môn, điều này nhất trí với đường lối làm việc của Hương Cảng. Thông thường trước hai ngày đặc biệt này đều sẽ tiến hành xếp đặt và luyện tập ở quảng trường.
Buổi sáng ngày 01 tháng 10 năm 2018, Chính phủ Đặc khu Áo Môn cử hành nghi thức long trọng ở quảng trường Kim Liên Hoa. Vừa đúng 08 giờ đồng hồ, đội nhạc huy chương bạc Cục Cảnh sát trị an tấu âm hưởng quốc ca nước Cộng hoà Nhân dân Trung Hoa hùng tráng, nhân sĩ cả quảng trường đứng nghiêm, nhịp điệu được đội nhạc cử nhạc và nhân viên ở quảng trường đã hát lên "Hành khúc Quân nghĩa dũng". Trong nghi thức có sự nhìn chăm chú của mọi người, quốc kì nước Cộng hoà Nhân dân Trung Hoa và khu kì Khu hành chính đặc biệt Áo Môn cùng chầm chậm kéo lên hướng về mặt trời.